# Ceteris paribus
Ceteris paribus (hrv. „pod jednakim uvjetima“ ili „sve ostalo nepromijenjeno“). Često se rabi u ekonomiji jer bez pretpostavke ceteris paribus ne bi bilo moguće stvoriti upotrebljive ekonomske modele, primjer je krivulja ponude i potražnje na koju mogu utjecati mnogi faktori osim cijene i količine. Zato ju na neki način ograničavamo pretpostavkom ceteris paribus.